# Ђакова буна
Ђакова буна је била буна народа Србије против владавине кнеза Милоша Обреновића. Крајем 1824. откривене су у Рудничкој нахији припреме за буну ширих размера. Трагови су водили у друге нахије, па су у ноћи уочи 23. јануара 1825. откривени завереници из Селевца (Смедеревска Паланка) у Смедеревској нахији.

## Ток буне
Нахијски кнез Петар Вулићевић кренуо је одмах у Селевац и ухватио заверенике, али су се сељаци побунили, опколили кућу у којој се Вулићевић налазио и пустили га тек пошто је ослободио ухваћене заверенике.
У исто време, по налогу кнеза Милоша, кренуо је у Селевац и Јован Обреновић, али се због буне задржао у Азањи. Обавештени о томе, сељаци су прешли у Азању, где се до идућег јутра искупило око 2.000 људи. Жалили су се на старешине, зулуме, и дажбине и тражили да се збаци Вулићевић и за кнеза постави Милоје Поповић Ђак, трговац из Кусатка. Момци из Јасенице и Лепенице, које је Јован Обреновић повео са собом, прешли су на страну побуњеника. Јован Обреновић обећао је сељацима задовољење њихових захтева, дозволио им да збаце омрзнуте старешине, изаберу друге и пошаљу депутацију кметова кнезу Милошу.
Милоје Ђак се није задовољио голим обећањима, већ је 29. јануара са четом дошао у Паланку и позвао народ на окуп, а свог брата Милића је послао преко Мораве да подигне буну у Пожаревачкој нахији. Буна је брзо захватила, Смедеревску, Крагујевачку, Београдску и Пожаревачку нахију.
Побуњени народ по Ђаковом позиву кренуо је за Тополу, где се окупило око 5.000 људи, међу којима је поред сељака било доста трговаца, свештеника и кметова. Скуп у Тополи имао је карактер прве општенародне скупштине у Србији, сазване и одржане против воље власти. На скупштини су дошле до изражаја различите тенденције и под утицајем људи које су старешине убациле да одвраћају народ од буне, вођство је започело преговоре.
Кнезу Милошу је са скупштине 1. фебруара упућен акт у коме се тражи да се укине „кнежевски зулум“, смање порези и друге дажбине, забрани кулучење старешинама и врате народу политичка права и самоуправа. У свом одговору кнез Милош је оптужио Ђака за везу с Турцима, навео да су то захтеви шаке незадовољника и претио побуњеницима војском.
Скупштинским актом од 2. фебруара одговорено је да су на скупштини окупљени представници свих 12 нахија и да су то захтеви народа целе Србије. Кнез Милош је сакупио нешто војске, која је под Томом Вучићем Перишићем стигла већ 2. фебруара на положаје према побуњеницима. Читаве ноћи уочи 3. фебруара Ђак се саветовао са вођама побуњеника. Одлучено је да се одустане од оружаних сукоба, упути депутација за захтевом кнезу Милошу, а народ распусти. Вучић је пропустио депутацију, али није сачекао да се побуњеници разиђу, већ их је напао с леђа. У сукобу је и сам Ђак рањен, али је успео да измакне. Обезглављени сељаци су постали жртве Вучићевих репресалија.
Ђак је касно увидео грешку коју је учинио. Кад су га ухватили и довели пред кнеза Милоша, 7. фебруара, изјавио му је да се ни темељи његовог конака не би познавали да се само знало како ће поступити са народом. Кнез Милош га је дао војсци да му суди. Ђак је пројахао кроз постројену воску која је пуцала изнад његове главе. Кнез Милош је био згранут, али се Јеврем Обреновић снашао, стигао Ђака и убио га из пиштоља.